# 加尔冈维拉
加尔冈维拉（法語：Garganvillar）是法国南部-比利牛斯大区 塔恩-加龙省的一个市镇，属于卡斯特尔萨拉桑区 圣尼科拉德拉-格拉沃尔县。该市镇2009年时的人口 为677人。

## 人口
加尔冈维拉人口变化图示
| 数据来源：INSEE |